# El pequeño vampiro en peligro
El pequeño vampiro en peligro (en alemán Der Kleine Vampir) es el sexto libro de la saga del mismo nombre, escritos por Emilia Inzunza.

## Trama
El libro trata  que los padres de Anton han revelado la foto de la fiesta y descubierto que Anna no aparece en ella. Con la preocupación de que los amigos de Anton puedan ser verdaderos vampiros, lo llevan al psicólogo con la doctora Dosig. Mientras tanto, el guardián del cementerio, Geiermeier, y su ayudante el jardinero Schnuppermaul finalmente lo han conseguido: la parte salvaje del cementerio, en el cual se encuentra el hogar de los vampiros, será reformada para convertirla en un parque. Eso significa que los vampiros deben abandonar la cripta. Una noche, mientras Anton despista a Geiermeier, realizan el Tour de ataúdes o embarcar sus ataúdes y se trasladan a las ruinas del Valle de la Amargura para vivir en paz por un momento.
- Datos: Q5826114